# Universidade Wake Forest
A Universidade Wake Forest é uma instituição privada de nível superior localizada na cidade de Winston-Salem, Carolina do Norte, nos Estados Unidos. Foi fundada no ano de 1834 e recebeu este nome porque originalmente estava localizada na cidade de Wake Forest, no mesmo estado. É uma universidade nos Estados Unidos, sendo classificada pelo site americano US. News como uma das 30 melhores universidades no ranking nacional.